# Адміністративний устрій Черкаського району
Адміністративний устрій Черкаського району — адміністративно-територіальний поділ Черкаського району Черкаської області на 6 сільських громад та 11 сільських рад, які об'єднують 39 населених пунктів та підпорядковані Черкаській районній раді. Адміністративний центр — місто Черкаси, що є адміністративним центром Черкаської області, містом обласного значення та до складу району не входить.

## Список громадЧеркаського району
- Білозірська сільська громада
- Леськівська сільська громада
- Русько-Полянська сільська громада
- Сагунівська сільська громада
- Степанківська сільська громада
- Червонослобідська сільська громада

## Список радЧеркаського району
| №  | Назва                       | Центр        | Населені пункти                                                 | Площа км² | Місце за площею | Населення (2001), осіб | Місце за населенням |
| -- | --------------------------- | ------------ | --------------------------------------------------------------- | --------- | --------------- | ---------------------- | ------------------- |
| 1  | Байбузівська сільська рада  | с. Байбузи   | с. Байбузи с-ще Закревки                                        |           |                 | 1845                   | 18                  |
| 2  | Будищенська сільська рада   | с. Будище    | с. Будище с. Лозівок с. Єлизаветівка с. Новоселівка             |           |                 | 2666                   | 15                  |
| 3  | Дубіївська сільська рада    | с. Дубіївка  | с. Дубіївка                                                     |           |                 | 3360                   | 7                   |
| 4  | Думанецька сільська рада    | с. Думанці   | с. Думанці с. Чубівка                                           |           |                 | 1006                   | 21                  |
| 5  | Кумейківська сільська рада  | с. Кумейки   | с. Кумейки с. Гута Межиріцька                                   |           |                 | 921                    | 22                  |
| 6  | Мошнівська сільська рада    | с. Мошни     | с. Мошни                                                        |           |                 | 4799                   | 4                   |
| 7  | Свидівоцька сільська рада   | с. Свидівок  | с. Свидівок с-ще Сокирна                                        |           |                 | 2419                   | 17                  |
| 8  | Софіївська сільська рада    | с. Софіївка  | с. Софіївка с. Гута Станіславчицька с. Станіславчик с. Шелепухи |           |                 | 1606                   | 19                  |
| 9  | Тубільцівська сільська рада | с. Тубільці  | с. Тубільці с. Березняки с. Хрещатик с. Первомайське            |           |                 | 2913                   | 13                  |
| 10 | Чорнявська сільська рада    | с. Чорнявка  | с. Чорнявка                                                     |           |                 | 883                    | 23                  |
| 11 | Яснозірська сільська рада   | с. Яснозір'я | с. Яснозір'я                                                    |           |                 | 3695                   | 6                   |

* Примітки: м. — місто, с-ще — селище, смт — селище міського типу, с. — село